# Álvaro Cienfuegos
Álvaro Cienfuegos (ur. 27 lutego 1657 w Agüerina-Miranda − zm. 18 sierpnia 1739 w Rzymie) – hiszpański duchowny katolicki, kardynał i dyplomata.

## Życiorys
Był hiszpańskim jezuitą. Popierał prawa Karola VI Habsburga do tronu hiszpańskiego. W latach 1705–1710 był wysłannikiem Karola Habsburga jako króla Hiszpanii do Lizbony. 30 września 1720 papież Klemens XI mianował go kardynałem, nadając mu tytuł prezbitera San Bartolomeo all’Isola. Po zwycięstwie Burbonów w walce o tron Hiszpanii przeszedł na służbę austriacką. Od 1722 sprawował funkcję ambasadora Austrii wobec Stolicy Apostolskiej. Był także biskupem Katanii (1721-25), arcybiskupem Monreale (1725-39) i administratorem diecezji peckiej na Węgrzech (od 1735). Odgrywał dużą rolę na konklawe 1721, konklawe 1724 i konklawe 1730, reprezentując interesy Wiednia.